# Аббатуччи

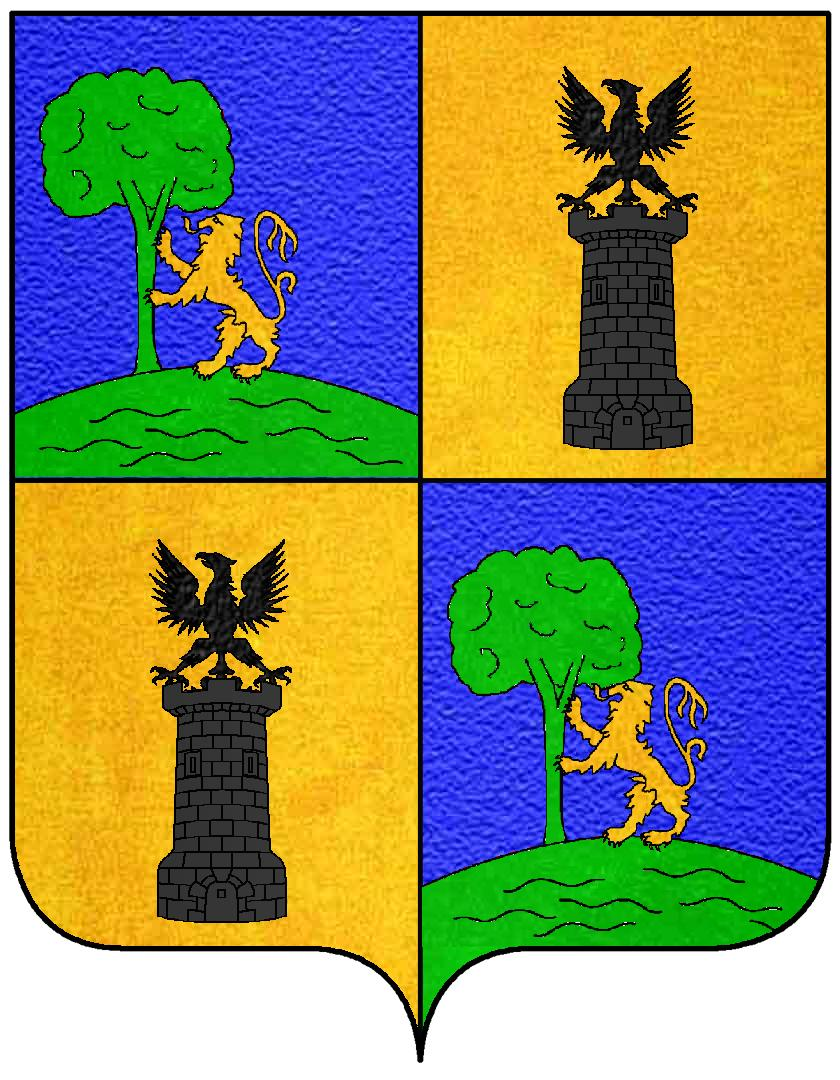
Родовой герб

 Аббатуччи (Abbatucci) — семья французских военных и государственных деятелей, выходцев из Корсики.
Наиболее известны:
- Жак-Пьер Аббатуччи (1723—1813), корсиканский военный деятель. Участник борьбы за независимость Корсики, сначала с Генуей, затем с Францией. После поражения корсиканцев на французской военной службе, где дослужился до чина дивизионного генерала.
- Жан-Шарль Аббатуччи (1771 — 3 декабря 1796, Гюнинген), французский военный деятель, сын Ж.-П. Аббатуччи. Окончил артиллерийскую школу в Меце в 1796, за успешные боевые действия во время рейнского похода произведён в дивизионные генералы. Умер после тяжёлого ранения.
- Жак-Пьер-Шарль Аббатуччи (22 декабря 1791, Дзикаво, Корсика — 11 ноября 1857, Париж), французский государственный деятель, племянник Ш. Аббатуччи. С 1830 — председатель суда в Орлеане, с 1839 — депутат парламента, с июня 1852 — министр юстиции Франции.
- Поль-Северин Аббатуччи (1821—1888) — третий сын предыдущего, с 1852 г. постоянно выбирался в Корсике депутатом в законодательный корпус, в 1871 г. вступил в качестве бонапартистского кандидата в Национальное собрание и, хотя уже в августе сложил с себя свои полномочия в пользу Руэра, был, однако, вскоре после того избран вторично в другом округе, а при новых выборах в 1876 г. отказался от кандидатуры.

## Галерея

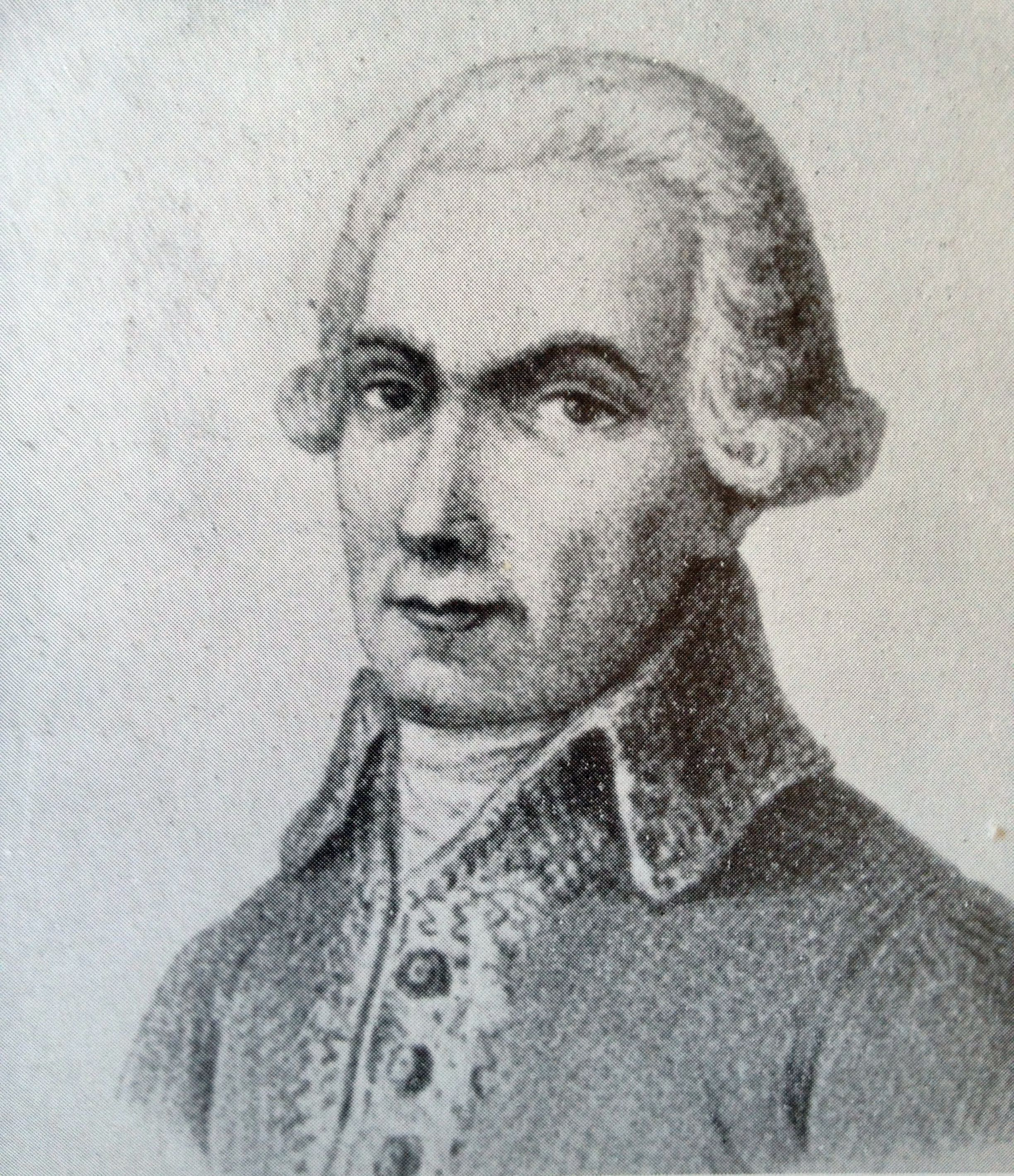
Jacques-Pierre Abbatucci (1726-1813)
Jean-Charles Abbatucci (1770-1796)
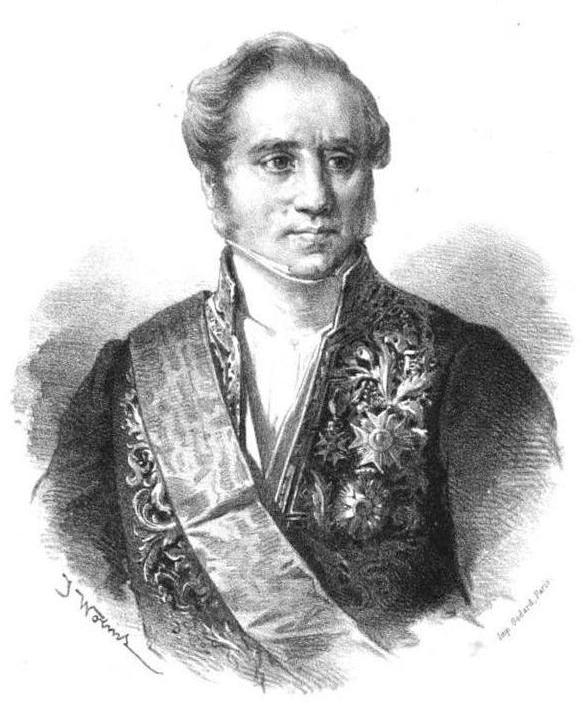
Jacques Pierre Abbatucci (1791-1857)
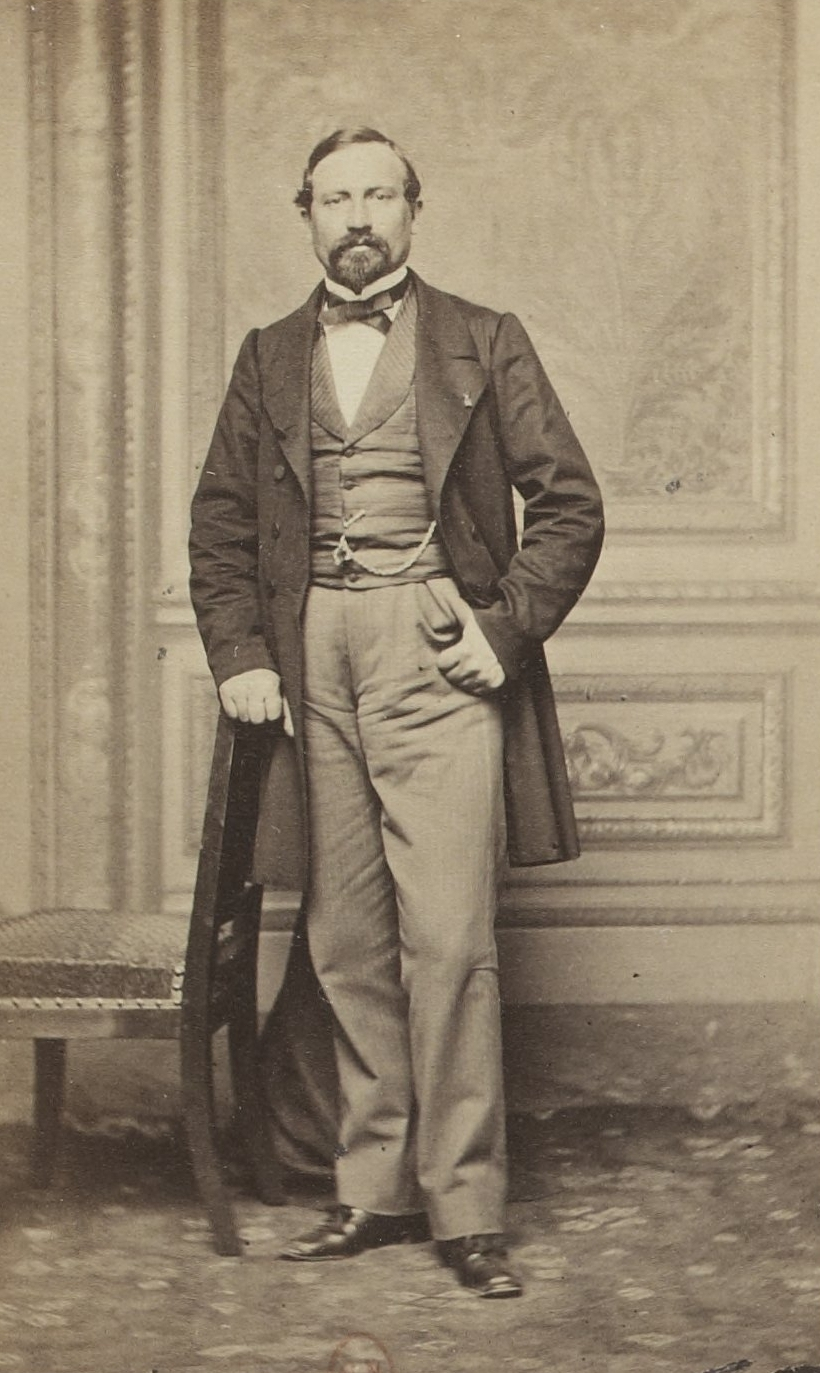
Séverin Paul Abbatucci (1821-1888)

## Источник
- Аббатуччи // Энциклопедический словарь Брокгауза и Ефрона : в 86 т. (82 т. и 4 доп.). — СПб., 1890—1907.